# Kloster Seligenstadt

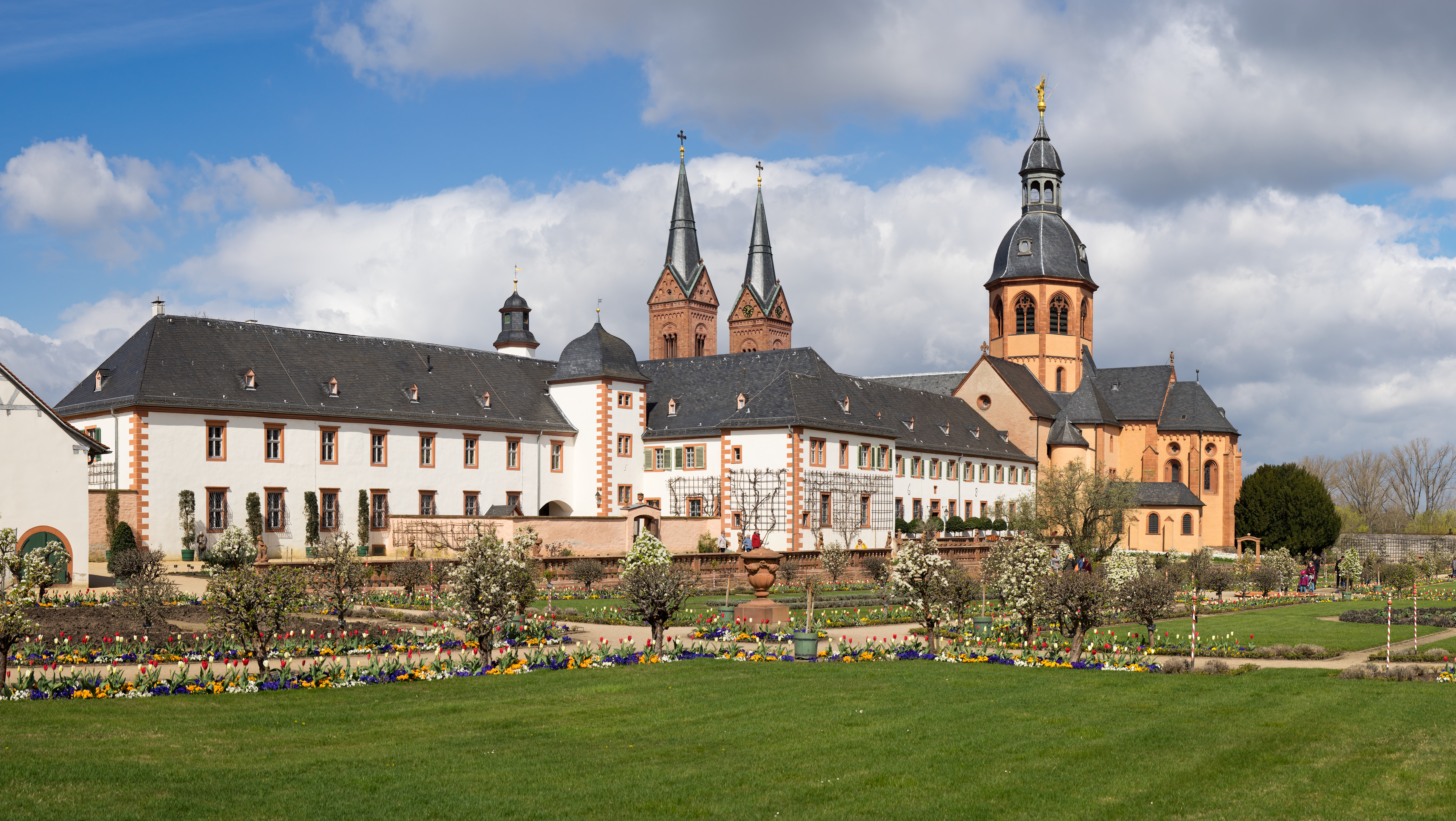
Blick aus dem Konventgarten von Südosten: Basilika, links daneben das Konventgebäude

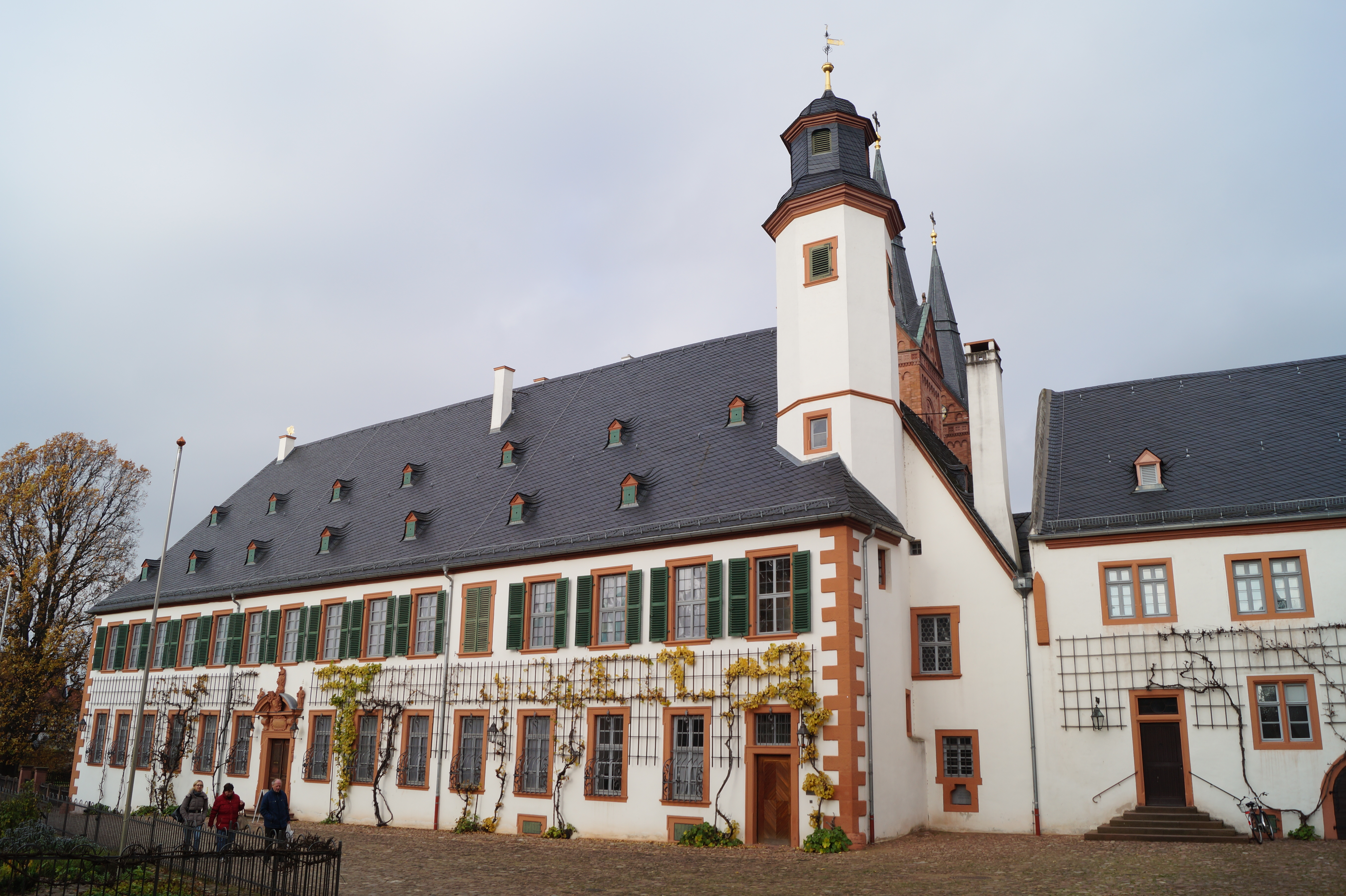
Blick vom Klosterhof: Prälatur-Flügel

Das Kloster Seligenstadt war eine Benediktiner-Abtei in Seligenstadt, das vom 9. bis ins 19. Jahrhundert bestand.

## Geografische Lage
Die Klosteranlage liegt am Ufer des Mains in unmittelbarer Nähe der Ruine der Pfalz Seligenstadt, historisch am Rand, aber innerhalb des Mauerrings der Stadt Seligenstadt, und heute in deren Zentrum im östlichen Landkreis Offenbach in Hessen.

## Geschichte

### Hochmittelalter

#### Gründung

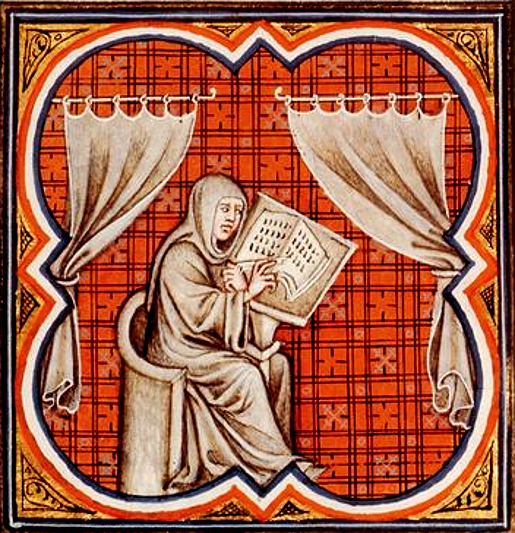
Der Gründer des Klosters, Einhard, in einer Darstellung aus dem 14. Jh.

Einhard († 840), Biograph Karls des Großen, erhielt die Siedlung „Obermulinheim“, so der ursprüngliche Name des Ortes, 815 von Karls Sohn, Ludwig dem Frommen, geschenkt. Einhard gründete hier um 828 das Kloster Seligenstadt und wurde nach dem Tod seiner Frau Imma 830 dessen erster Abt. In Rom erwarb er auf unklare Weise Reliquien der frühchristlichen Märtyrer Marcellinus und Petrus, die er zunächst im Kloster Steinbach unterbrachte und dann nach Seligenstadt überführte. Einhard setzte, um den Heiligenkult zu institutionalisieren und die Pilger zu betreuen, einen Konvent aus Geistlichen ein.
Aus der Zeit zwischen ca. 850-1000 liegen kaum verlässliche Quellen vor. Vermutlich um 1000 wurde das Klerikerstift in ein Benediktinerkloster umgewandelt. Bis 1002 war das Kloster reichsunmittelbar, als es von König Heinrich II. dem Würzburger Bischof Heinrich I. als Lehen übertragen wurde. 1045 erhielt das Kloster von Kaiser Heinrich III. das Münzrecht. 1063 übergab König Heinrich IV. das Kloster als Eigenkloster dem Erzbischof von Mainz, zu dessen Herrschaftsbereich es bis zur Säkularisierung am Anfang des 19. Jahrhunderts gehörte. Von 1051 bis 1122 waren die Erzbischöfe von Mainz in Personalunion auch Äbte des Klosters.
Die Klosteranlage entsprach dem Idealmodell eines Benediktinerklosters nach dem Klosterplan von Sankt Gallen.
Vom Papst erhielt der Abt 1208 das Recht, eine bischöfliche Mitra zu tragen.

#### Wirtschaftliche Basis

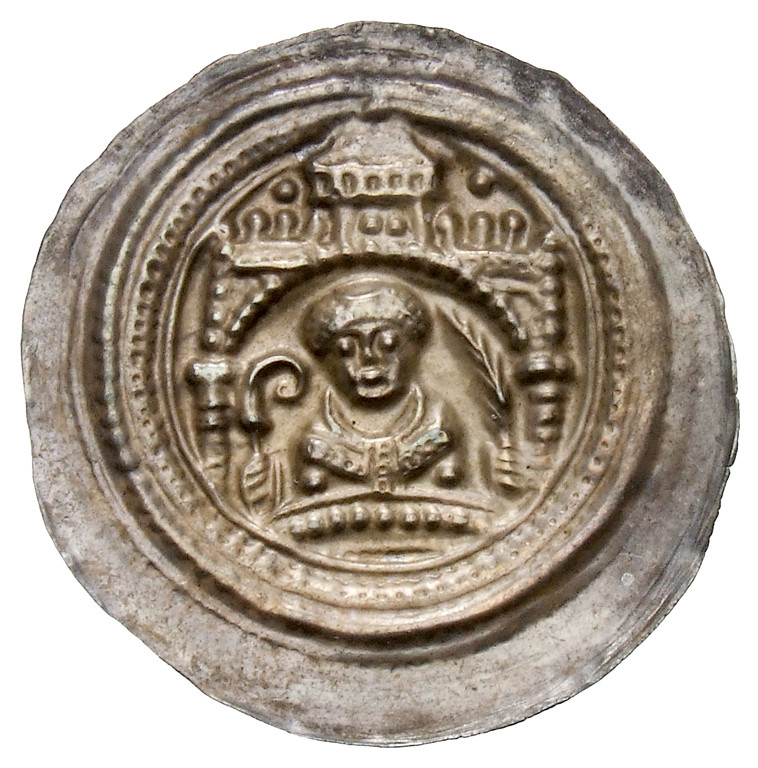
Brakteat von 1170/80, vielleicht eine Prägung der Abtei

Das Kloster Seligenstadt wurde zu einem wirtschaftlichen und politischen Zentrum und erwarb umfangreichen Besitz. Die Abtei erhielt zahlreiche Schenkungen in Orten beiderseits des Mains. Das älteste erhaltene Zinsregister aus der Zeit um 1000 listet Einkünfte aus über 40 Orten auf und der Streubesitz des Klosters erstreckte sich entlang des Mains bis Trennfurt, ins Freigericht und den Vorspessart, in die Wetterau und ins Rhein-Main-Gebiet, am Rand des Odenwalds und bis in die Oberrheinische Tiefebene. 1045 verlieh König Heinrich III. dem Kloster Immunität, Markt-, Münz- und Zollrechte.
Die klösterlichen Weinberge lagen am Südhang des Hahnenkamms bei Alzenau-Hörstein. Die heutige Weinlage Hörsteiner Abtsberg, auf der Riesling, Silvaner, Müller-Thurgau und Kerner gestockt und im Bocksbeutel abgefüllt wird, erinnert noch an diese historische Tradition. Heutiger Eigentümer der Weinberge ist das Staatsweingut Staatlicher Hofkeller Würzburg.
Der externe „Wirtschaftsbetrieb“ des Klosters war in der Amtsvogtei Seligenstadt zusammengefasst.
Trotz dieser wirtschaftlich starken Stellung gelang dem Kloster allerdings nicht, sich im Prozess der Territorialisierung zu verselbständigen. Es verblieb vielmehr seit dem 11. Jahrhundert Bestandteil von Kurmainz.

### Spätmittelalter

#### Kirchliche Situation
Kirchlich war das Kloster dem Erzbistum Mainz zugeordnet und hier dem Archidiakonat St. Peter und Alexander in Aschaffenburg. Es gehörte zur Ordensprovinz Mainz-Bamberg. Der Erzbischof kontrollierte Besitz und Vermögen des Klosters und musste die Wahl des Abtes genehmigen.
Pfarrrechte besaß das Kloster in Seligenstadt, Steinheim am Main, Groß-Auheim, Alzenau, Michelbach, Klein-Krotzenburg, Krombach, Stockstadt am Main, Geiselbach und Dieburg.
1481 erzwang der Mainzer Erzbischof, Diether von Isenburg, um das Kloster zu reformieren, dessen Eintritt in die Bursfelder Kongregation, in der es auch bis zur Säkularisation verblieb. Die Folge war, dass nun auch Nichtadlige in das Kloster eintreten durften und dessen finanzielle Verhältnisse wurden neu geregelt. So wurde etwa das Abt- und das Konventgut zusammengelegt. Das verbesserte Handlungsfähigkeit und Ansehen des Klosters.

#### Weltliche Situation
Prägend sind für Jahrhunderte Streitigkeiten zwischen dem Kloster und der benachbarten Stadt Seligenstadt. Da Frondienste, Abgaben, Huldigungs- und Gerichtsrechte des Klosters den bürgerlichen städtischen Freiheit widersprachen, wirtschaftliche Interessen gegeneinander standen, um Eigentum an Grundbesitz und Rechten gestritten wurde, befanden sich Kloster und Stadt über Jahrhunderte in einem Dauerkonflikt. 1255 verfügte Erzbischof Gerhard von Mainz die Inkorporation der Stadtpfarrei Seligenstadt in das Kloster und verschärfte den Konflikt damit noch. Ein Dauerkonflikt um die Nutzungsrechte im Seligenstädter Wald wurde durch den Landesherren, Erzbischof Johann Friedrich Karl von Ostein, erst 1755 beigelegt, als der seine Jagdrechte massiv beeinträchtigt sah.
Die Verpflichtung des Klosters zum Erhalt der Stadtmauer beizutragen und zur Stadtverteidigung verstärkten dessen wirtschaftliche Probleme im späten Mittelalter. Weitere Beeinträchtigungen waren Überfälle Frankfurter Stadtsoldaten, kriegerische Auseinandersetzungen mit den Herren von Rödelheim und der Burgmannschaft von Gelnhausen sowie die Mainzer Stiftsfehde. Sie zwangen die Abtei zum Verkauf von Klostergut und schwächten sie gegen Ende des Mittelalters beträchtlich.

### Frühe Neuzeit

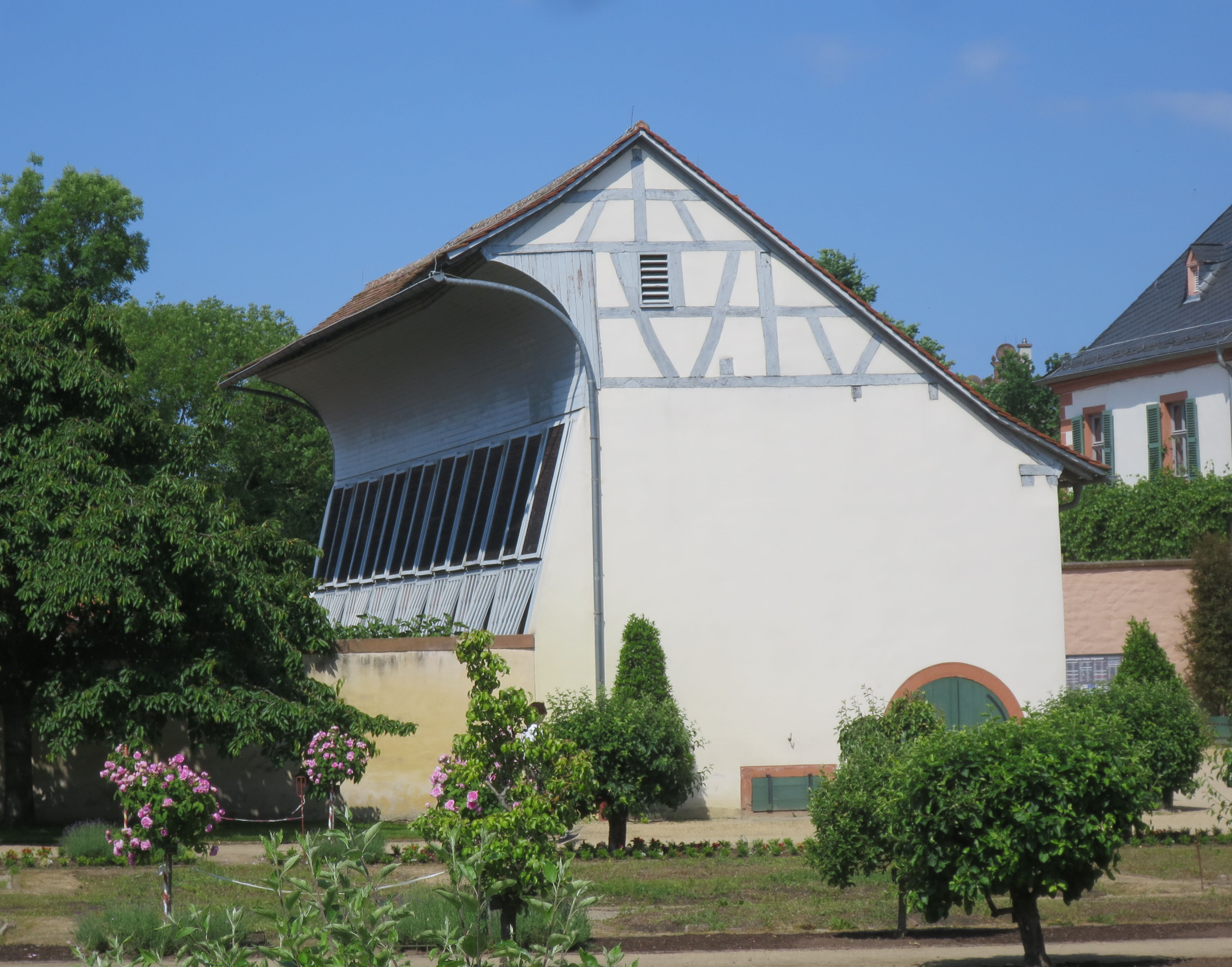
(Schwanenhals-)Orangerie im Klostergarten aus dem 18. Jahrhundert

In der Reformationszeit wurde die Abtei 1525 im Bauernkrieg durch die Stadtbürger, die sich mit den Bauern verbünden, angegriffen und geplündert. Auch während des Dreißigjährigen Krieges wurde die Abtei mehrfach geplündert und beschädigt, die Mönche vertrieben.
Erst ab dem Ende des 17. Jahrhunderts erlebte das Kloster eine neue Blüte. Die Anlage wurde in barocken Formen erneuert und prächtig ausgestaltet: 1685 wurde der Konventbau mit Kapitelsaal und Mönchszellen neu errichtet, 1686 folgte die (heute so genannte) „Alte Abtei“ mit der Wohnung des Abtes und Verwaltungsräumen, 1699 die Prälatur mit einer neuen Abtswohnung.
Im Österreichischen Erbfolgekrieg 1743 und in den Koalitionskriegen ab 1792 diente das Kloster mehrfach und verschiedenen kriegsführenden Parteien als Quartier.
Bis 1803 versorgte das Kloster sozial, medizinisch und kulturell das Umland.

### Neuzeit
1802 besetzten Truppen des Landgrafen Ludwig X. von Hessen-Darmstadt das Kloster und lösten es als geistliche Einrichtung auf. Das Inventar wurde versteigert, darunter auch die 42.000 Liter dort gelagerten Weins, die den höchsten Erlös brachten. Ein Teil der Immobilien wurde verkauft, das übrige in Staatseigentum überführt. Das Archiv, die Bibliothek von 5.500 Büchern und 126 Gemälde wurden nach Darmstadt gebracht. Die zuletzt noch 20 Mönche wurden mit Pensionen abgefunden. Drei Mönche und der Abt machten von dem Angebot Gebrauch, bis zu ihrem Lebensende im Kloster wohnen zu bleiben.
Im Reichsdeputationshauptschluss wurde Kurmainz 1803 aufgelöst und der Landgrafschaft Hessen-Darmstadt zugeschlagen, die 1806 in Großherzogtum Hessen umbenannt wurde. Der vormalige Landgraf Ludwig X. von Hessen-Darmstadt, nun als Großherzog Ludewig I., übergab 1812 die ehemalige Abteikirche St. Marcellinus und Petrus an die römisch-katholische Pfarrei.
Die übrigen Gebäude des Klosters wurden in der Folgezeit von staatlichen Behörden und der Justiz bis in die 1960er Jahre als Amtsgebäude genutzt. Die Klosteranlage verblieb seit der Säkularisation in staatlicher Hand und gehört heute dem Land Hessen. Betreut wird sie seit 1948 von den Staatlichen Schlösser und Gärten Hessen. Seit den 1980er Jahren wurde die Klosteranlage schrittweise in Stand gesetzt und restauriert, wobei das Leitbild die letzte Blütezeit des Klosters im 17. und 18. Jahrhundert war. Dies prägt heute das Erscheinungsbild.

## Anlagen
Von der ursprünglichen Anlage des 9. Jahrhunderts ist – abgesehen von der Kirche – nichts bekannt. Die ältesten erhaltenen Bauteile stammen aus dem 11. Jahrhundert.

### Klosterkirche

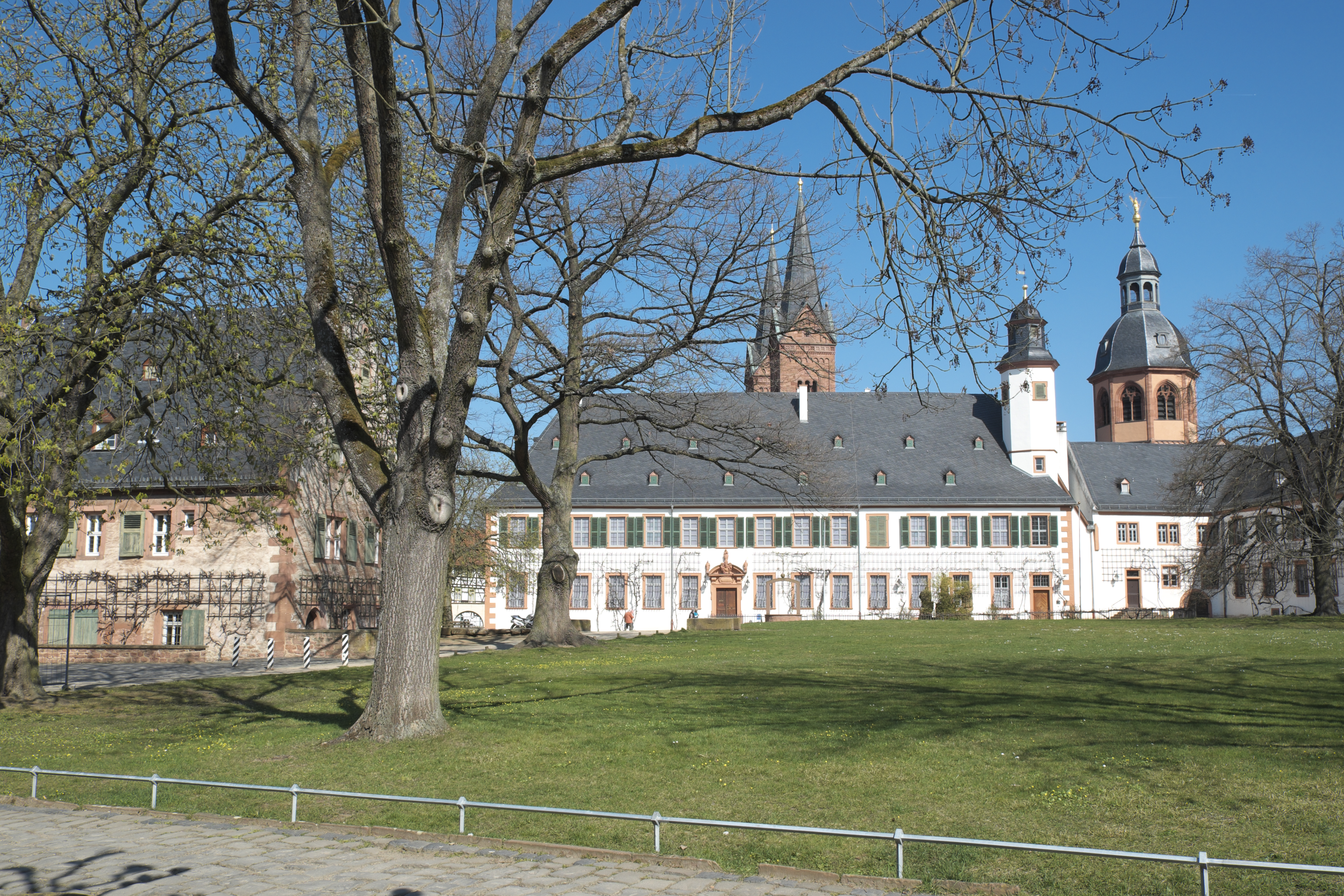
Klosterhof, Blick auf den Prälatur-Flügel

Die ehemalige Klosterkirche gehört mit zum ältesten baulichen Bestand des Klosters. 

### Eingangssituation
Der umfriedete Komplex wird von Westen durch eine barocke Pforte betreten, die Besucher in den Klosterhof leitet. In dessen Zentrum wurde 1995 das Engelsgärtchen angelegt, eine barocke Marienstatue inmitten von Engeln und Heiligen. Die ehemaligen Scheunen am Südrand des Klosterhofes werden heute durch die Stadtbücherei genutzt.

### Gebäude

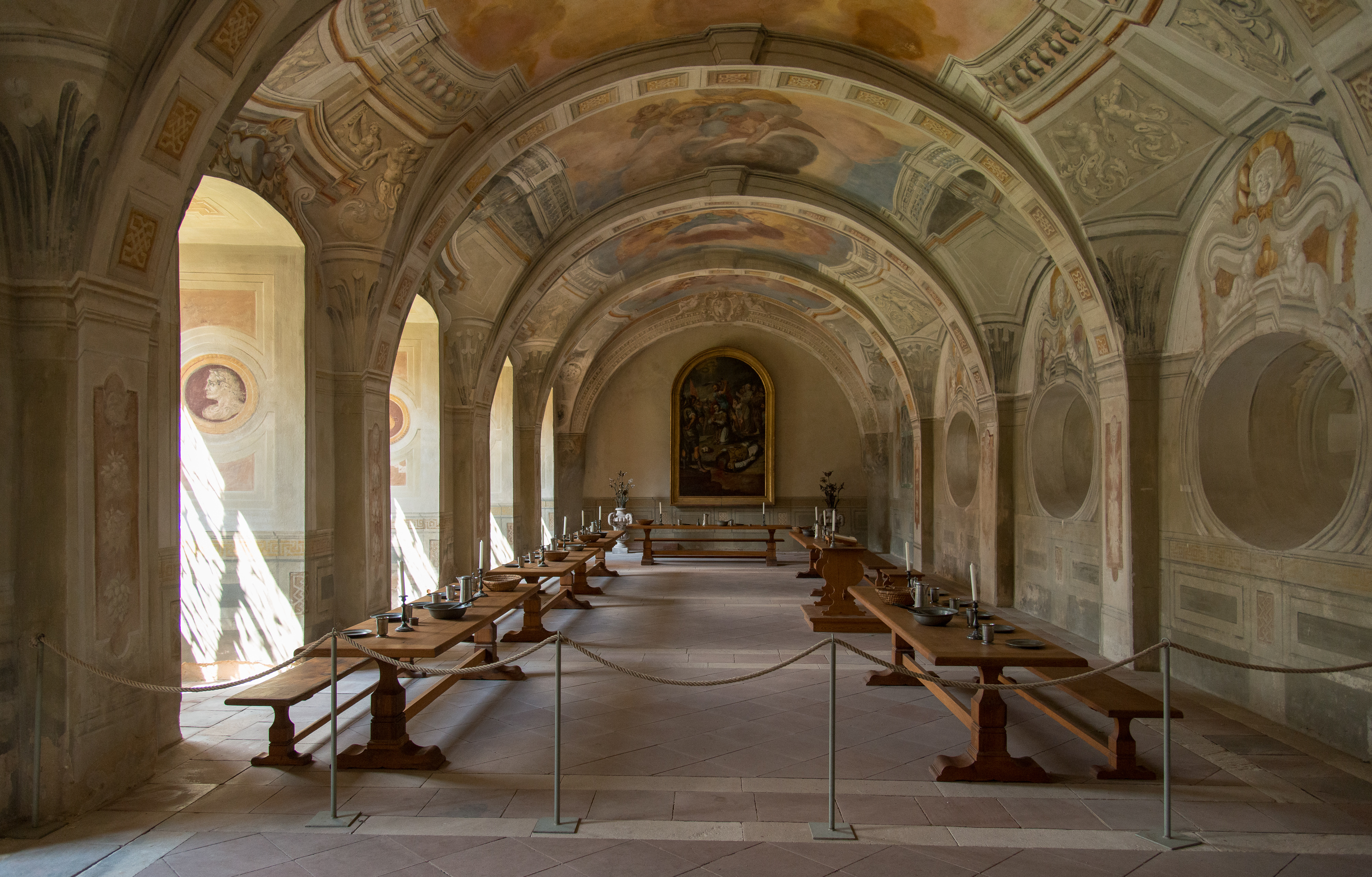
Sommerrefektorium

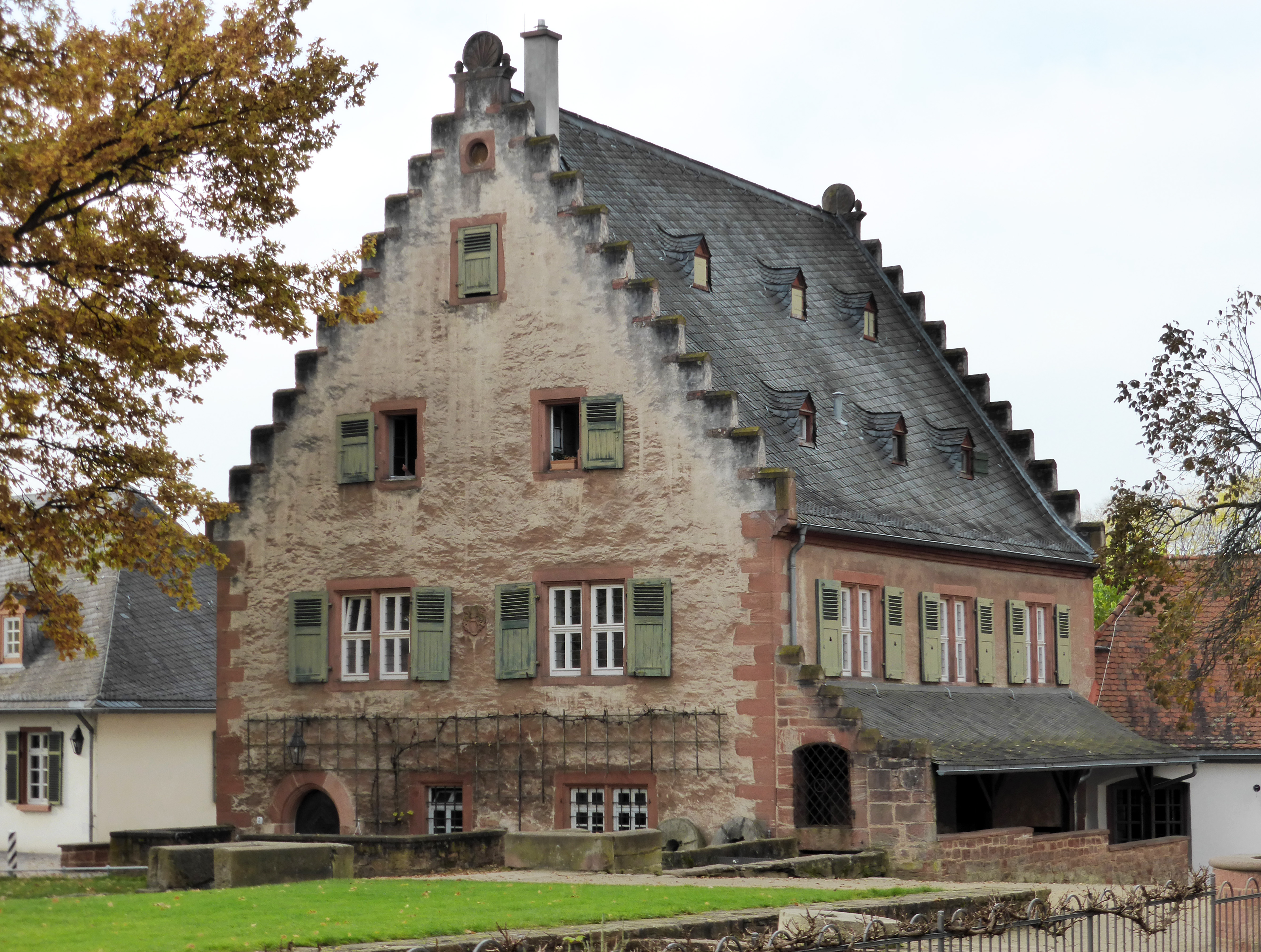
Klostermühle

Teile der Bausubstanz der Konventgebäude stammen noch aus dem 11. Jahrhundert, der Hauptbestand aber vom Wiederaufbau aus der Zeit nach dem Dreißigjährigen Krieg. Das Hauptgebäude umgibt den Klosterhof als zweiflügelige Anlage. Der parallel zum südlichen Langhaus der Basilika verlaufende Flügel umfasst
- die Prälatur[32] von 1699 – außerhalb der Klausur – mit ehemaliger Abtwohnung im Erdgeschoss, barocken Wand- und Deckenfresken und Gästeunterkünften im Obergeschoss, darunter ein großes Apartment mit dem Kaisersaal[Anm. 2] und einem um 1731 ausgemalten Bibliothekssaal von 1730.[33][Anm. 3] Das Gebäude kann besichtigt werden und enthält auch eine kleine Ausstellung zur Klostergeschichte.[34]
- den Küchenbau[35]. Dieser hat ein Fenster zum Hof, das dazu diente, Bedürftige mit einer Mahlzeit zu versorgen. Das dahinter liegende Sommerrefektorium von 1620 wurde aus einem ehemaligen Getreidespeicher umgebaut.[36] Es ist mit illusionistischer Malerei von Giovanni Francesco Marchini ausgestaltet.
- den Krankenbau, der Küchenbau und Konventbau verbindet.[37]

Auf der dem Hof abgewandten Seite dieses Gebäudeflügels liegen der Prälaturgarten und der Kreuzgang, von dem aber nur zwei Flügel erhalten sind, mit einem Brunnen aus rotem Sandstein.
Im rechten Winkel zu diesem Komplex setzt sich der Bau nach Süden in einem zweiten Flügel fort, der
- hofseitig vor allem aus der „Alten Abtei“ besteht. Hier wurde 2002 die 1720 von Abt Petrus IV. eingerichtete historische Apotheke am ursprünglichen Ort rekonstruiert.[39] Auf der Gartenseite des Gebäudes wurde ein Apothekergarten mit etwa 200 Heilkräutern angelegt.[40]
- gartenseitig aus dem Konventbau besteht.[41] Dieser bildet einen lang gestreckten Gebäudeflügel an der Ostseite des Komplexes, dessen Hauptfassade dem Konventgarten zugewandt ist. An seinem südlichen Ende befanden sich die Abtritte.[42] In Konvent- und Krankenbau stellt das RegioMuseum (früher: Landschaftsmuseum Seligenstadt) aus. Schwerpunkte sind Römerzeit, Kloster- und Stadtgeschichte sowie Volkskunde.[43] Unter Konvent- und Krankenbau befinden sich große Gewölbekeller, die früher als Weinkeller dienten und heute als Lapidarium und Veranstaltungsräume genutzt werden.[44]

Weiter ist ein Teil der Wirtschaftsgebäude erhalten, darunter auch eine 1993 betriebsfähig wieder hergestellte als Wassermühle arbeitende Getreidemühle von 1574. Auch ein Backhaus (ebenfalls mit einem wöchentlichen Demonstrationstag am fränkischen Steinofen betriebsfähig), das Waschhaus und ein Taubenhaus (1992) finden sich im Klosterhof. Der Handwerkerbau wurde schon Anfang des 19. Jahrhunderts abgerissen.

### Garten

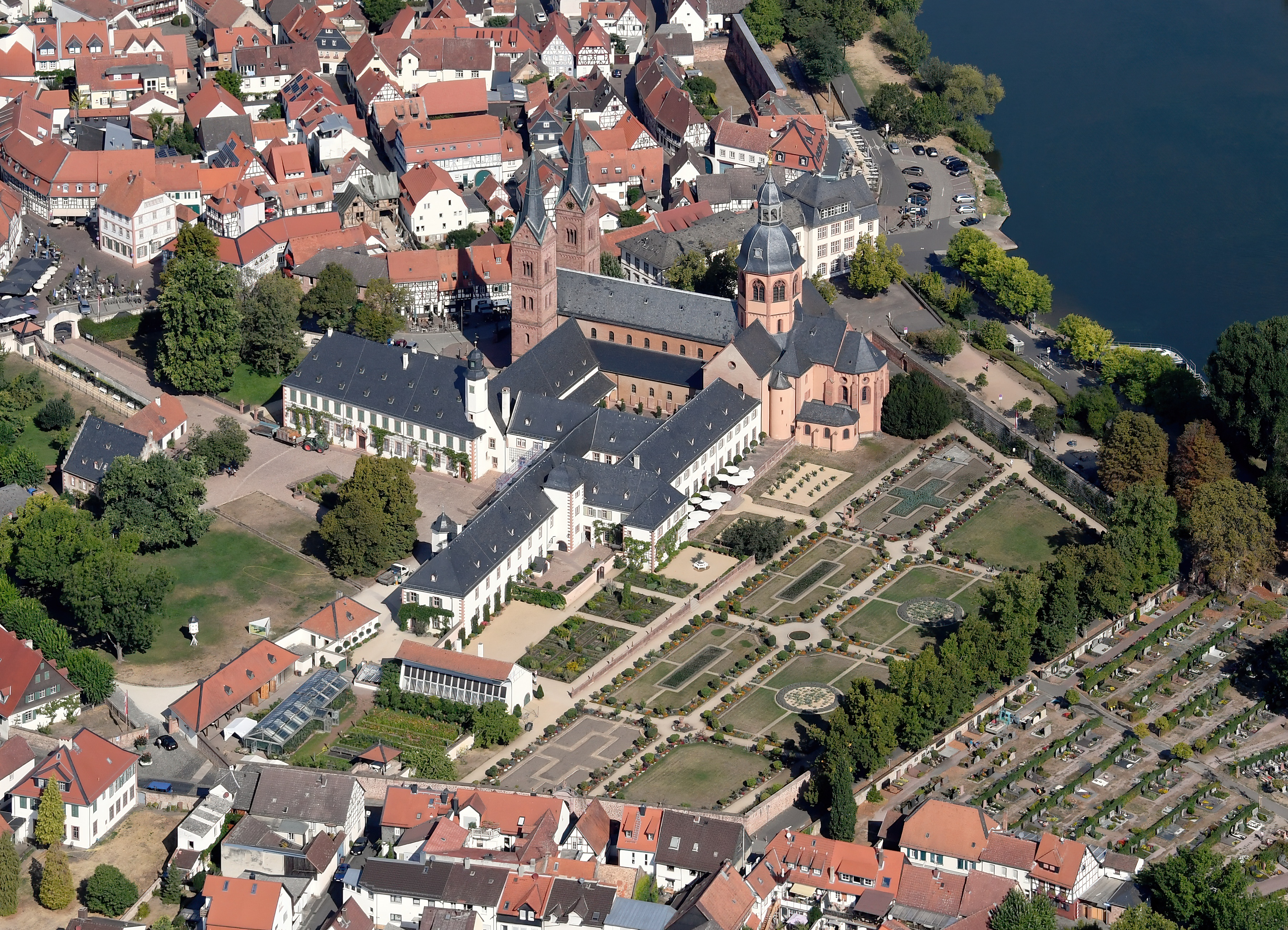
Kloster Seligenstadt mit Konventgarten aus der Vogelperspektive

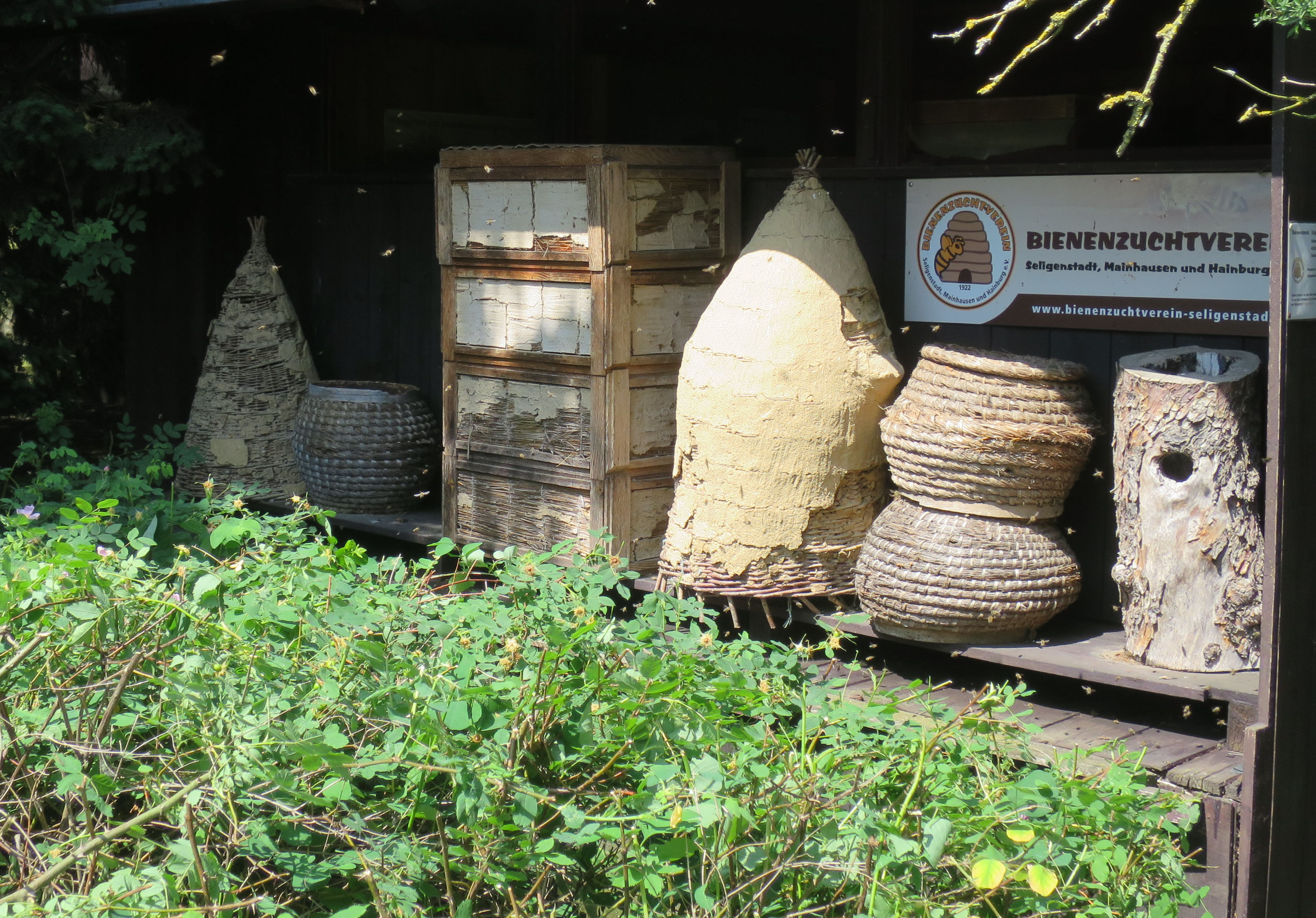
Nachgebaute historische Bienenkörbe im Klostergarten Seligenstadt

An der Ostseite der Klosteranlage erstreckt sich der 10.000 m2 große Konventgarten, in dem ursprünglich nur Obst und Gemüse sowie Kräuter angebaut wurden, ehe ihn die Äbte im späten 17. Jahrhundert zu Repräsentationszwecken veränderten.
Ab 1986 wurde der Konventgarten auf Basis von Quellen und Grabungsfunden befundgemäß zu einem Nutzgarten in den Formen des Barockparks rekonstruiert.
Der Garten ist ein Parterre mit Broderie-Rabatten, einem Springbrunnen (um 1720) im Zentrum und blühenden Kübelpflanzen und Zitrusbäumchen, die in einer Orangerie (wohl von 1757) überwintern. Die Orangerie hat eine geneigte, verglaste Südwand, die das Optimum an Lichteinfall sicherstellen soll. Vom Konventgarten ist die Ostseite der Basilika mit Vierungsturm und Chor gut sichtbar.

### Wasserburg
Wohl an Stelle einer älteren Anlage ließ der Abt Franziskus II. Blöchinger das heutige Wasserschloss um 1700 oder 1705 errichten. Es diente als Gartenhaus für die frühneuzeitlich-höfische Festkultur im Garten der Seligenstädter Äbte. Die Anlage wurde im Stil einer spätmittelalterlichen Burg mit Graben, Zugbrücke und vier kleinen Ecktürmen errichtet. Ein fortifikatorischer Zweck bestand zu dieser Zeit allerdings nicht mehr, so dass diese Merkmale alleine der Zierde dienten.

## Wissenswert
Der Hintergrund auf dem Gemälde Stuppacher Madonna von Matthias Grünewald (ca. 1516) soll Seligenstadt, vielleicht den Klostergarten, zeigen. Jedenfalls hat die VSG im Klostergarten einen Bienenstock aufgestellt, der dem auf dem Gemälde gezeigten entspricht.

## Zu den Quellen
- Heinrich Wagner: Die Äbte des Klosters Seligenstadt im Mittelalter. In: Archiv für mittelrheinische Kirchengeschichte 53 (2001), S. 393–446.